# 双出口遗址
双出口遗址，位于中国青海省同仁市保安乡石哈龙村，为青海省市县级文物保护单位，公布日期为1988年8月26日，类型为古遗址。
双出口遗址的历史年代为青铜时代。